# Pryluky (huyện)
Huyện Pryluky (tiếng Ukraina: Прилуцький район, chuyển tự: Prylukys’kyi raion) là một huyện của tỉnh Chernihiv thuộc Ukraina. Huyện Pryluky có diện tích 1796 kilômét vuông, dân số theo điều tra dân số ngày 5 tháng 12 năm 2001 là 45042 người với mật độ 25 người/km2. Trung tâm huyện nằm ở Pryluky.